# Jerry Rice
Jerry Rice (Starkville, Misisipi, 13 de octubre de 1962) es un exjugador de fútbol americano de la NFL (National Football League).  Es ampliamente considerado por expertos, fanáticos, jugadores y directores como el mejor wide receiver de todos los tiempos, también cabe recalcar que fue gracias a su gran ética de trabajo y su excepcional desempeño en el campo.

## Biografía
Nació el 13 de octubre de 1962 en Crawford, Misisipi. 
Proveniente de una modesta familia afroamericana, fue el sexto de ocho hijos de Joe y Eddie B. Rice. Su padre, un hombre estricto y de físico imponente, es albañil especializado en la construcción de ladrillos. Su madre, ama de casa, crio a los hermanos. Los hermanos Rice ayudaban periódicamente a su padre en su trabajo formando una cadena humana para mover los ladrillos. La habilidad y fuerza de las manos de Jerry Rice tuvieron su origen en parte cuando él y sus hermanos se arrojaban ladrillos entre sí con sus manos desnudas: lanzaba y recibía ladrillos desde una altura de hasta dos pisos y tenía cuidado al recibirlos para que no se rompiesen. También ayudaba a su familia recogiendo algodón a pesar de su connotación negativa.
Su velocidad tan alta para su edad le ayudó a  destacar ya en la escuela secundaria Ingresó en el B.L. Moor high school en Crawford, para hacer la secundaria. Aquí fue nombrado como mejor jugador del Estado (All-State) como defensivo (aunque él jugaba como running back o como quarterback, en ocasiones). Aun así, no recibió ofertas de buenas universidades para su ingreso al finalizar su secundaria. No obstante Archie Cooley, entrenador principal de la Universidad Misisipi Valley State en la División I-AA en Itta Bena, Misisipi, había oído sobre Rice, por lo que le hizo una oferta que aceptó para irse a dicha universidad en 1981.

## Carrera

### Universidad

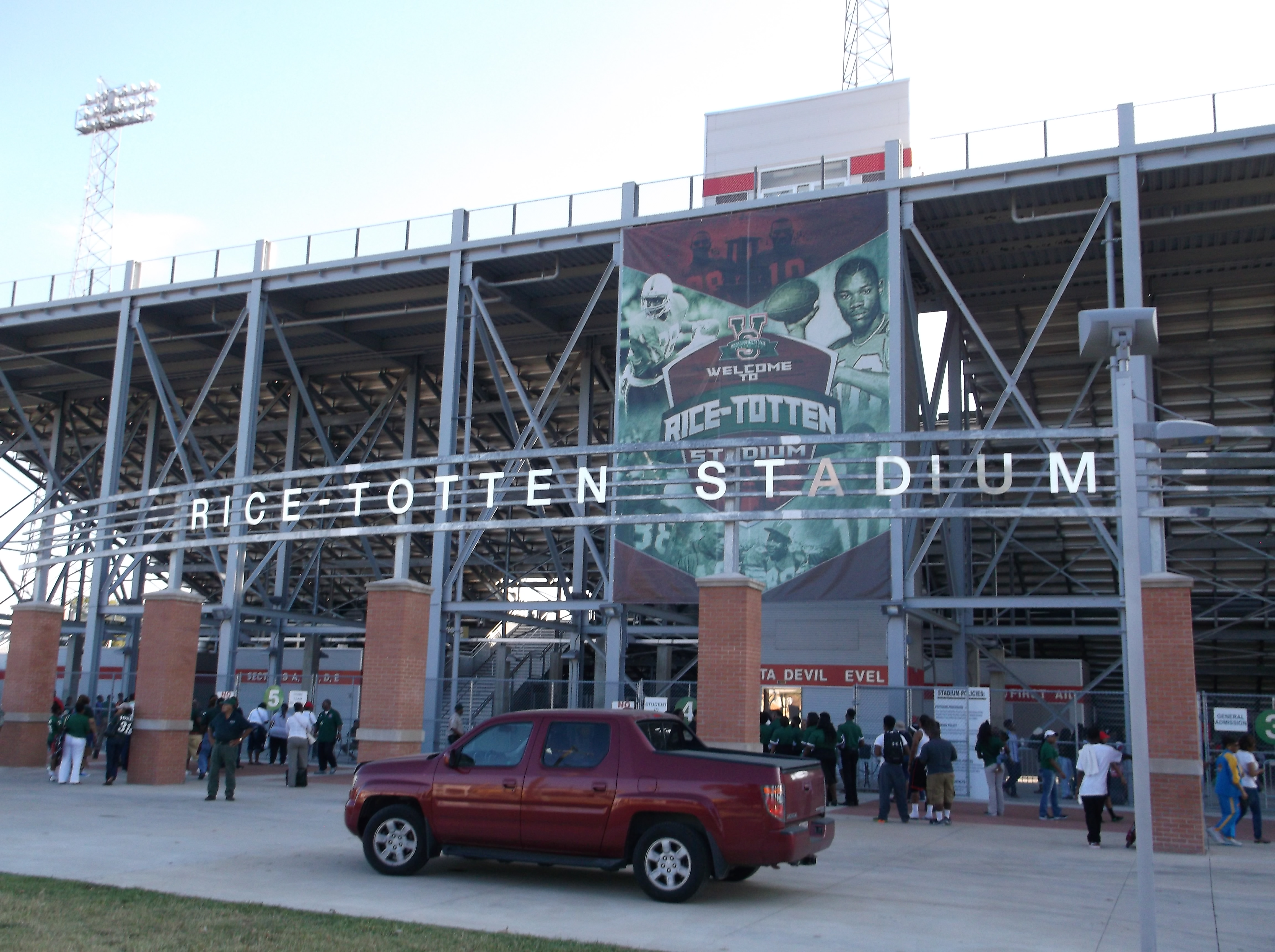
El Estadio Rice-Totten de la Mississippi Valley State University (2015).

Ya como parte del equipo de Mississippi Valley State University (MVSU), fue apodado "world" (mundo), debido a que "no había balón en el mundo que no pudiera atrapar". Mantiene el récord de campaña, obtenido en 1983, que incluye marcas de NCAA para recepciones, con 102, y yardas por recepción, 1450. Gracias a esto fue nombrado en el primer equipo de la División I-AA para todo EE. UU. (All-America).
Ya en 1984, rompió el récord de recepciones en la universidad y causó excelentes impresiones en los ojeadores de la NFL. Su tamaño, buenas manos y velocidad (4,7 s en las 40 yardas) estaban tentando a muchos equipos. En su autobiografía, reconoce contactos con varios equipos antes del draft de la NFL de aquel año como Dallas Cowboys, Green Bay Packers, San Diego Chargers, e Indianapolis Colts. Dos equipos en especial se interesaban, Cowboys y 49ers.
En el draft de 1985, en la primera ronda, Dallas tuvo la 17.ª selección y San Francisco como ganador del SB anterior tuvo la última selección de primera ronda. Pero el entrenador Bill Walsh de los 49ers quería a Rice y el 30 de abril de 1985 los 49ers enviaron su selección de primera ronda (30.ª) más su selección de segunda ronda a los New England Patriots a cambio de la selección de los Patriots (16.ª, un turno antes que los Cowboys).

### NFL
Los 49ers lo eligieron en el puesto 16 del draft de la NFL de 1985, causando impacto inmediato en su nuevo equipo. Son recordadas sus 241 yardas en 10 recepciones en un partido contra Los Angeles Rams en diciembre de dicho año. Al finalizar su temporada de novato, tuvo buenos números con 49 recepciones, para 927 yardas, promediando 18,9 yardas por recepción. En 1987 fue nombrado jugador del año. Esto gracias a que en solo 12 partidos logró 1.078 yardas y un récord (hasta ese momento) de 22 recepciones de touchdown. En 1988, promedió 20,4 yardas por recepción, en 64 pases recibidos para 1.306 yardas, además de 9 touchdowns. Gracias a su juego, los 49ers pudieron ganar la NFC West con récord de 10-6.
El 19 de agosto de 2006, los San Francisco 49ers anunciaron que Rice firmaría un contrato con ellos para retirarse en el equipo donde comenzó su carrera. El 24 de agosto, hizo oficial su retirada como jugador de los 49ers, firmando un contrato de un día por 1.985.806,49 dólares. El número representaba el año del draft (1985), su número (80), el año del retiro (2006), y el 49 del equipo.

## Distinciones

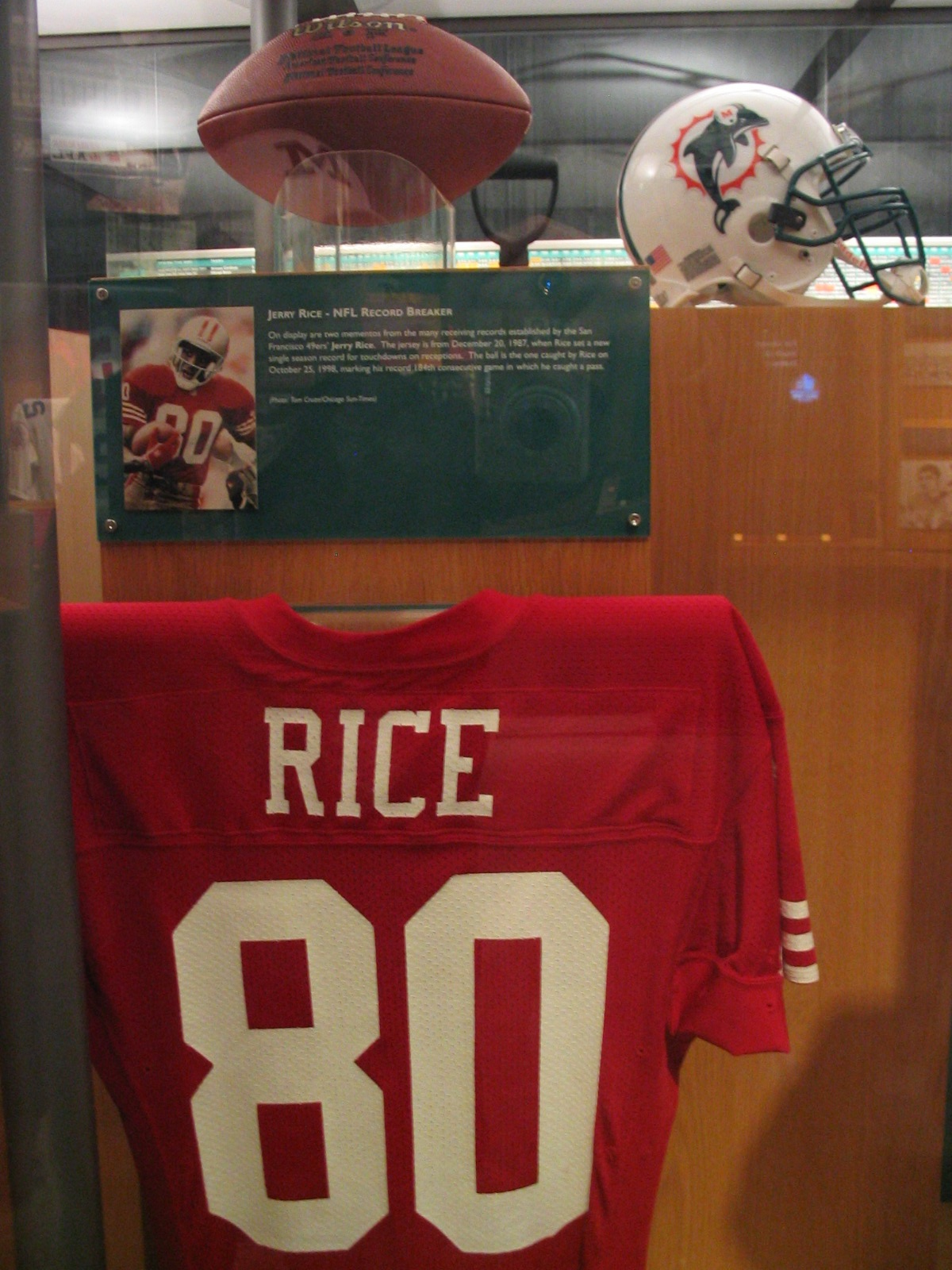
Camiseta de Jerry Rice con el número 80 en los 49ers.

Fue elegido en 13 ocasiones en su carrera al Pro Bowl (1986-1996, 1998, 2002) y a la vez, nombrado All-Pro (jugador más destacado del año, en su posición) 10 veces en sus 20 años de carrera en la NFL. Ganó 3 Super Bowls como jugador de los San Francisco 49ers, un campeonato de la AFC como miembro de los Oakland Raiders y un campeonato de división en el 2004 con los Seattle Seahawks.
Su carrera de 20 años en la NFL se desarrolló en los San Francisco 49ers, equipo con el que debutó en la liga en 1985 hasta la temporada 2000. El año siguiente llegó a los Oakland Raiders y con ellos estuvo hasta el 2004, mismo año en que fue cambiado a los Seattle Seahawks, equipo con el que culminó su carrera.
El 16 de septiembre de 2010, los 49ers anunciaron la retirada de la camiseta con el número 80 como homenaje a Rice, siendo así la culminación de su carrera y de un año donde también fue nombrado miembro del Salón de la Fama (de la NFL).
El 4 de noviembre de 2010, la NFL dio a conocer una lista de los 100 mejores jugadores de toda la historia, Jerry Rice terminó en dicha lista en el número 1.

## Estadísticas

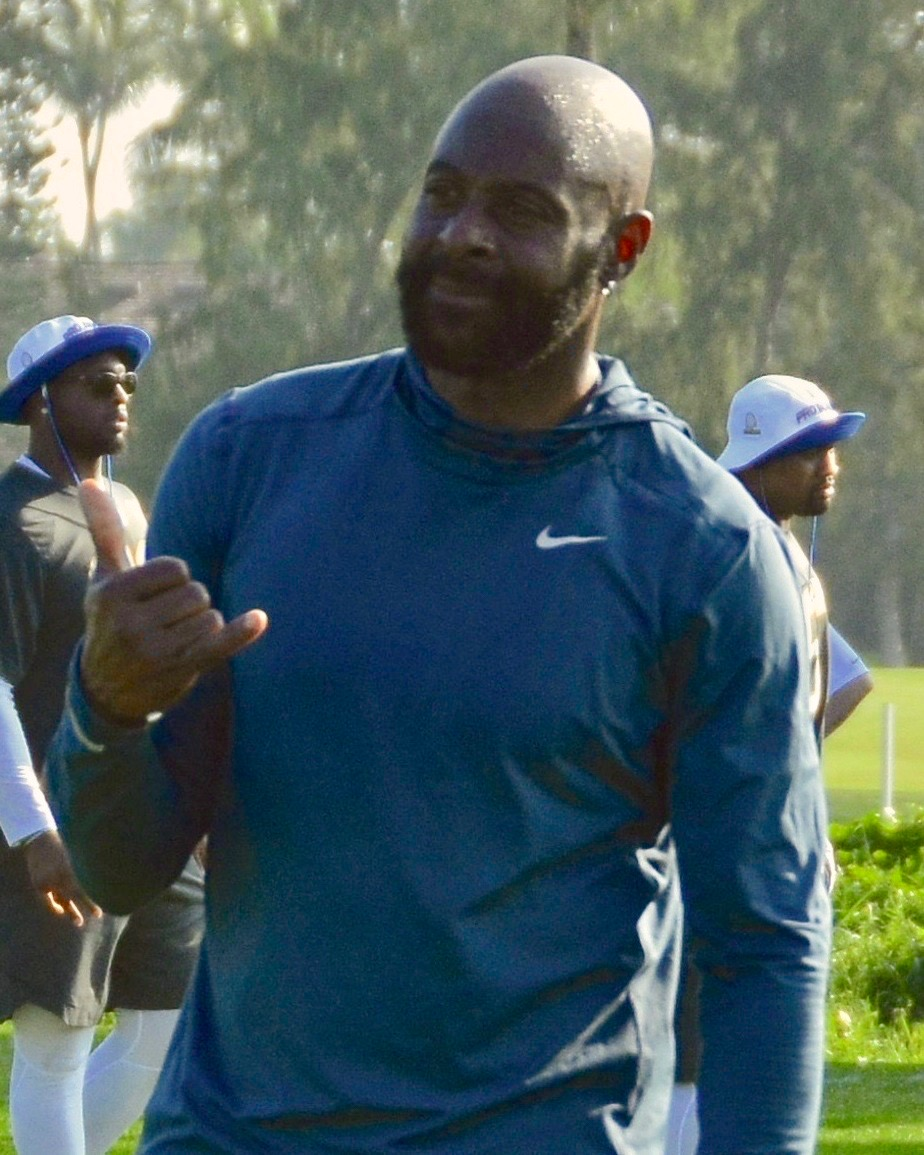
Jerry Rice en 2016.

|         | Líder de la liga                                        |
|         | Récord de la NFL                                        |
|         | Denota temporada en la que fue campeón de la Super Bowl |
| Negrita | Máximo de carrera                                       |

### Temporada regular
| Año   | Equipo | Partidos | Partidos | Recepción | Recepción | Recepción | Recepción | Recepción | Carrera | Carrera | Carrera | Carrera | Carrera | Fumbles | Fumbles | Other TDs |
| Año   | Equipo | GP       | GS       | Rec       | Yards     | Avg       | Lng       | TD        | Att     | Yds     | Avg     | Lng     | TD      | Fum     | Lost    | Other TDs |
| ----- | ------ | -------- | -------- | --------- | --------- | --------- | --------- | --------- | ------- | ------- | ------- | ------- | ------- | ------- | ------- | --------- |
| 1985  | SF     | 16       | 4        | 49        | 927       | 18.9      | 66        | 3         | 6       | 26      | 4.3     | 15      | 1       | 0       | 0       | —         |
| 1986  | SF     | 16       | 15       | 86        | 1,570     | 18.3      | 66        | 15        | 10      | 72      | 7.2     | 18      | 1       | 0       | 0       | —         |
| 1987  | SF     | 12       | 12       | 65        | 1,078     | 16.6      | 57        | 22        | 8       | 51      | 6.4     | 17      | 1       | 0       | 0       | —         |
| 1988  | SF     | 16       | 16       | 64        | 1,306     | 20.4      | 96        | 9         | 13      | 107     | 8.2     | 29      | 1       | 0       | 0       | —         |
| 1989  | SF     | 16       | 16       | 82        | 1,483     | 18.1      | 68        | 17        | 5       | 33      | 6.6     | 17      | 0       | 0       | 0       | —         |
| 1990  | SF     | 16       | 16       | 100       | 1,502     | 15.0      | 64        | 13        | 2       | 0       | 0.0     | 2       | 0       | 0       | 0       | —         |
| 1991  | SF     | 16       | 16       | 80        | 1,206     | 15.1      | 73        | 14        | 1       | 2       | 2.0     | 2       | 0       | 1       | 0       | —         |
| 1992  | SF     | 16       | 16       | 84        | 1,201     | 14.3      | 80        | 10        | 9       | 58      | 6.4     | 26      | 1       | 2       | 1       | —         |
| 1993  | SF     | 16       | 16       | 98        | 1,503     | 15.3      | 80        | 15        | 3       | 69      | 23.0    | 43      | 1       | 3       | 0       | —         |
| 1994  | SF     | 16       | 16       | 112       | 1,499     | 13.4      | 69        | 13        | 7       | 93      | 13.3    | 28      | 2       | 1       | 1       | —         |
| 1995  | SF     | 16       | 16       | 122       | 1,848     | 15.1      | 81        | 15        | 5       | 36      | 7.2     | 20      | 1       | 3       | 3       | 2         |
| 1996  | SF     | 16       | 16       | 108       | 1,254     | 11.6      | 39        | 8         | 11      | 77      | 7.0     | 38      | 1       | 0       | 0       | —         |
| 1997  | SF     | 2        | 1        | 7         | 78        | 11.1      | 16        | 1         | 1       | -10     | -10.0   | -10     | 0       | 0       | 0       | —         |
| 1998  | SF     | 16       | 16       | 82        | 1,157     | 14.1      | 75        | 9         | —       | —       | —       | —       | —       | 2       | 2       | —         |
| 1999  | SF     | 16       | 16       | 67        | 830       | 12.4      | 62        | 5         | 2       | 13      | 6.5     | 11      | 0       | 0       | 0       | —         |
| 2000  | SF     | 16       | 16       | 75        | 805       | 10.7      | 68        | 7         | 1       | -2      | -2.0    | -2      | 0       | 3       | 2       | —         |
| 2001  | OAK    | 16       | 15       | 83        | 1,139     | 13.7      | 40        | 9         | —       | —       | —       | —       | —       | 1       | 0       | —         |
| 2002  | OAK    | 16       | 16       | 92        | 1,211     | 13.2      | 75        | 7         | 3       | 20      | 6.7     | 12      | 0       | 1       | 1       | —         |
| 2003  | OAK    | 16       | 15       | 63        | 869       | 13.8      | 47        | 2         | —       | —       | —       | —       | —       | 2       | 1       | —         |
| 2004  | OAK    | 6        | 5        | 5         | 67        | 13.4      | 18        | 0         | —       | —       | —       | —       | —       | 0       | 0       | —         |
| 2004  | SEA    | 11       | 9        | 25        | 362       | 14.5      | 56        | 3         | —       | —       | —       | —       | —       | 0       | 0       | —         |
| Total | Total  | 303      | 284      | 1,549     | 22,895    | 14.8      | 96        | 197       | 87      | 645     | 7.4     | 43      | 10      | 19      | 11      | 2         |

## Récords de la NFL
Al final de la temporada 2015 de la NFL, Rice ostentaba los siguientes récords de la liga:
- Mayor cantidad de yardas recibidas en su carrera: 22,895[13]
- Mayor número de recepciones en su carrera: 1.549
- Más recepciones de touchdown en su carrera: 197
- Mayor cantidad de yardas desde la línea de golpeo en su carrera: 23,540 (22,895 recibiendo, 645 por tierra)
- Más touchdowns en su carrera desde la línea de golpeo: 207 (197 recibiendo, 10 por tierra)
- Mayor cantidad de yardas de uso general en su carrera: 23,546 (22,895 recibiendo, 645 por tierra, 6 devoluciones de patadas)
- Más touchdowns multipropósito en su carrera: 208 (197 recibiendo, 10 por tierra, 1 balón suelto recuperado)
- Mayor cantidad de yardas recibidas en postemporada en su carrera: 2,245
- Mayor cantidad de recepciones en postemporada en su carrera: 151
- Más recepciones de touchdown en postemporada en su carrera: 22
- Mayor cantidad de yardas recibidas en la Super Bowl en su carrera: 589
- Mayor cantidad de recepciones en la Super Bowl en su carrera: 33
- Más recepciones de touchdown en la Super Bowl en su carrera: 8
- Más puntos anotados en la Super Bowl en su carrera: 48
- Mayoría de juegos de 100 o más yardas recibidas: 76
- Más partidos consecutivos con una recepción: 274
- Más juegos consecutivos con un touchdown desde la línea de golpeo: 13
- Mayoría de temporadas de 1,000 o más yardas recibidas: 14
- Jugador más rápido en alcanzar 100 recepciones de touchdown: 120 juegos
- Jugador más rápido en alcanzar 14,000 yardas recibidas: 164 juegos
- Jugador más rápido en alcanzar 15,000 yardas recibidas: 172 juegos
- Más puntos anotados por un no pateador: 1.256
- Más partidos jugados por un receptor abierto: 303 (lidera a todos los que no son pateadores ni quarterbacks)
- Jugador de mayor edad en atrapar un touchdown en un Super Bowl: 40 años, 105 días
- Más touchdowns recibidos en un juego: 5 (empatado)

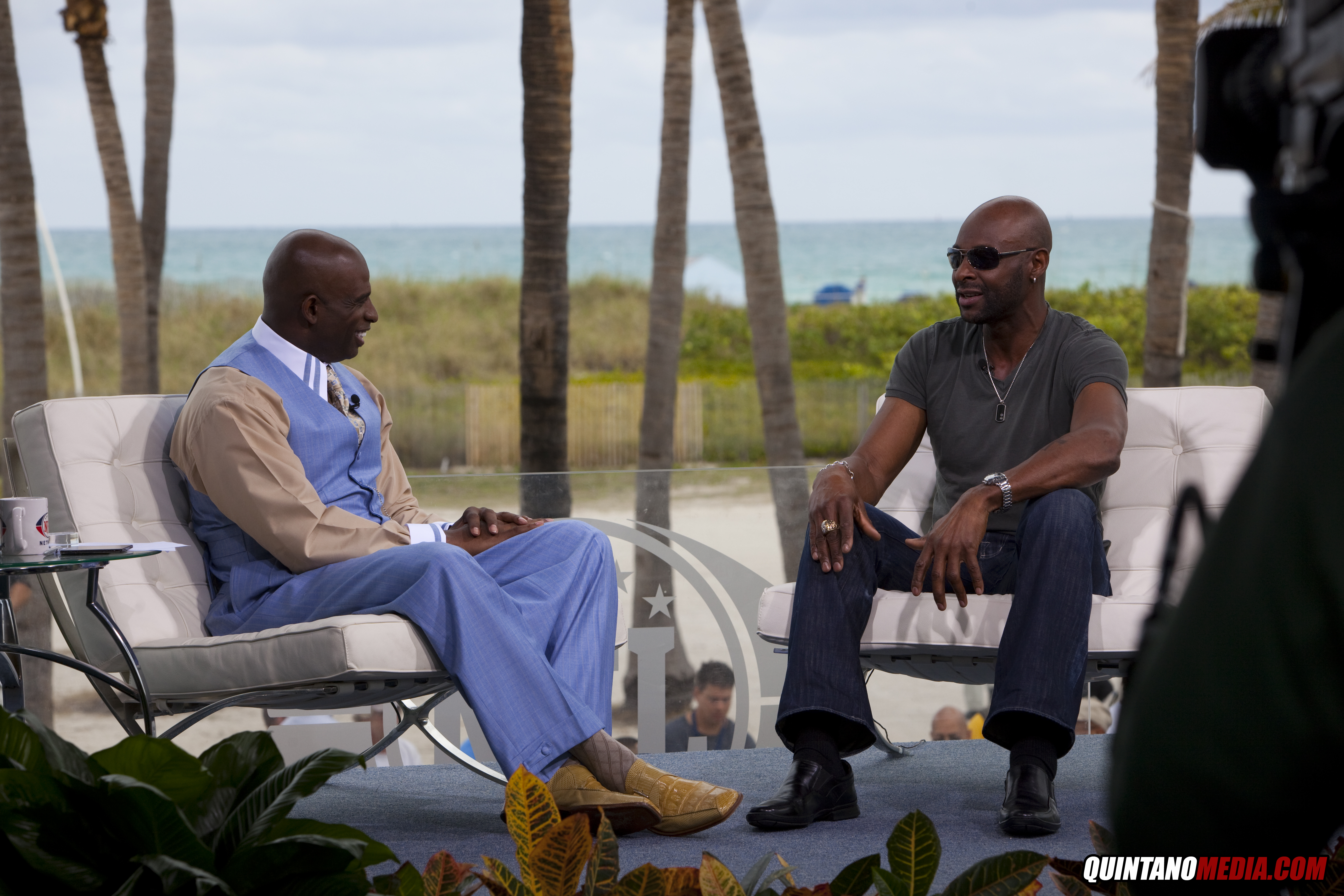
Jerry Rice (derecha) con el cornerback Deion Sanders en una entrevista durante la Super Bowl XLIV (2010).